# Młyn wodny w Gennep
Młyn wodny w Gennep (hol. Watermolen te Gennep, ang: Water Mill at Gennep) – tytuł trzech obrazów olejnych i jednej akwareli namalowanych przez Vincenta van Gogha w listopadzie 1884 podczas jego pobytu w miejscowości Nuenen.
1. Młyn wodny w Gennep[1], nr kat.: F 125, JH 525, obecnie w zbiorach Muzeum Thyssen-Bornemisza w Madrycie;
2. Młyn wodny w Gennep[2], nr kat.: F 47, JH 526, obecnie w zbiorach prywatnych w Nowym Jorku;
3. Młyn wodny w Gennep[3], nr kat.: F 46, JH 524, obecnie w zbiorach prywatnych w Noordbrabants Museum w Den Bosch, jako wypożyczenie z Netherlands Office for Fine Arts;
4. Młyn wodny w Gennep (akwarela)[4], nr kat.: F 1144a, JH 523, lokalizacja nieznana.

## Historia i opis
Vincent van Gogh po przybyciu do Nuenen usiłował udoskonalić trzy gatunki malarskie, którymi dotychczas się zajmował: martwe natury, malarstwo rodzajowe i pejzaże; w tych ostatnich widoczny jest wyraźny wpływ XVII-wiecznego malarstwa holenderskiego i szkoły z Barbizon. Jako temat pejzaży uwagę artysty zwróciły młyny wodne zbudowane nad kanałami Brabancji. Wszystkie one położone były w niewielkiej odległości od jego domu rodzinnego w Nuenen, nieopodal Eindhoven. W maju 1884 artysta namalował Młyn wodny w Kollen koło Nuenen, a w listopadzie tego samego roku powrócił do tematu malując cztery obrazy mające za motyw młyn wodny w Gennep.
Obraz (wersja F 125) przedstawia drewniany młyn, z dwoma kołami, zbudowany nad rzeką Dommel; za nim znajdują się zabudowania gospodarcze oraz dom młynarza. Wyzwaniem dla artysty stał się duży format obrazu oraz fakt, iż malował on go całkowicie w plenerze, podczas zimnej, listopadowej aury.
W liście napisanym 14 listopada do brata van Gogh pisał:

W ostatnich dniach, choć mróz tu dość mocny, pracowałem na dworze nad całkiem dużym szkicem (ponad 1 metr) starego, wodnego młyna w Gennep, po drugiej stronie Eindhoven. Chcę go całkowicie skończyć w plenerze – ale będzie to definitywnie ostatni [obraz], który namaluję w plenerze w tym roku.

dodając w następnym liście z 17 listopada:

Właśnie wczoraj przyniosłem do domu szkic młyna wodnego w Gennep; bardzo się cieszyłem pracując nad nim, a dzięki niemu poznałem w Eindhoven nowego znajomego, który bardzo chce nauczyć się malować i któremu złożyłem wizytę, po czym od razu zabraliśmy się razem do pracy.

Wspomniana przez van Gogha nowa znajomość to Anton Kerssemakers (1846–1924), garbarz i jego przyszły uczeń, który później wspominał, że widział Vincenta podczas pracy nad tym obrazem. Według relacji Kerssemakersa van Gogh używał balsamu kopaiwa, substancji stosowanej w malarstwie olejnym do wydłużania procesu schnięcia farby. Kerssemakers wyjaśniał dalej, iż van Gogh użył balsamu w nadmiarze: „niebo na obrazie stopniało, więc artysta musiał zdrapać farbę nożykiem paletowym i namalować go ponownie”. Ślady te jednak przy starannych oględzinach są nadal widoczne – na wodzie z prawej strony jest niebieskawe odbicie nieba, ślady błękitu widać również w pobliżu koła wodnego, zaś szary kolor chmur był prawdopodobnie późniejszym zamysłem artysty. Theo zarzucał Vincentowi, że namalował swój obraz w zbyt ciemnych barwach, ale Vincent uważał, iż malując młyn w Gennep dokonał „postępu w technice malowania i kolorowania”. Ciemne powierzchnie wody i sylwetek domów zostały oddane przy pomocy zróżnicowanych kolorów, z kolei czerwone i niebieskie muśnięcia pędzlem stworzyły ożywiony efekt przestrzeni i światła. Pasmo bladych, nasłonecznionymi chmur pod ich ciemną strefą wzmacnia mocno horyzontalny efekt tej kompozycji, który artysta zneutralizował poprzez wyrazisty kontrast, jaki tworzą padające niemal pionowo z chmur promienie słońca, odbijające się pionowymi refleksami w rzece na pierwszym planie, na prawo od młyna. Efekt pionowy wzmacnia dodatkowo ciemna, zamknięta przestrzeń po lewej stronie obrazu, wypełniona sylwetkami domów.
Oświetlenie tła było znane van Goghowi z prac podziwianych przez niego francuskich pejzażystów, przedstawicieli szkoły z Barbizon, Jules’a Dupré i Charles’a-François Daubigny’ego. Choć nacisk na oświetlenie tła sugeruje świadome naśladownictwo ich stylu, to van Gogh, próbując zastosować tu po raz pierwszy czyste barwy, zbliżył się do impresjonizmu, zapowiadając zarazem swój dojrzały styl. Artysta był tak zadowolony z osiągniętego rezultatu, że zrobił podstawie olejnego obrazu akwarelową kopię.

Pracuję też nad akwarelą tego młyna wodnego.

W akwareli kontrasty świetlne wydają się być wzmocnione.
Malownicza seria z młynami wodnymi, oddająca atmosferę pory roku poprzez światło migocące na powierzchni płynącej wody, była najambitniejszym zadaniem jakiego van Gogh dotychczas się podjął. Ciekawiła go przy tym wzajemna relacja wyrazistych budynków, przypominających sylwetki dzieci i połączonych z nimi kół młyńskich. Wygląd obrazów z młynem wodnym w Gennep zasadza się w równym stopniu na malarskiej kreacji klimatu i nastroju, co na kunszcie van Gogha jako rysownika, widocznym w symetrii kompozycyjnej obrazów, przedstawieniu sylwetek, kontraście świetlnym pomiędzy otwartymi, świetlistymi przestrzeniami a ciemnymi, stłoczonymi budynkami młynów; kontrast ten został jedynie zatarty w obrazie nr kat. F 46. Van Gogh bez wątpienia wybrał młyny jako motyw również z powodów ikonograficznych mając prawdopodobnie na uwadze chrześcijańską metaforę o młynach Bożych wolno mielących, był bowiem zawsze zainteresowany siewem i zbiorem jako procesem, który kończy się pracą młynarza.